# Кърма (корабоплаване)
Вижте пояснителната страница за други значения на кърма.
Кърма (от ст. слав. – „рулево весло“, родствено от на гръцки: κορμὸς – „весло; трупа, пън, талпа“) е задната част от корпуса на кораб или плавателен съд; дели се на надводна и подводна част. Формата на подводната част на кърмата, в определена степен, влияе на управляемостта на съда и съпротивлението на водата при неговото движение. Затова в миналото там се помещават капитанът и неговите помощници. При ветроходните кораби кърмата е защитена от вятъра и в нея са се разполагали представителните части на кораба (галерията, каютите и тук се съхраняват наградите, връчени на този кораб). Същевременно тя е била и най-уязвимата част на кораба, затова е главна цел при морска битка за завземането на кораб. В кърмовата част, преди, са разположени основните прибори на кораба. Също така терминът се употребява в авиацията, по отношение на въздухоплавателните съдове.

## В дървеното корабостроене
Изначално ветроходните кораби имат практически симетрични обводи на носовата и кърмовата части, което, в частност, позволява на ветроходно-гребния кораб с лекота да акостира с носа към необорудован бряг и да отплава от него на заден ход. Обаче, с увеличаването на размерите на корабите, това преимущество се оказва все по-неактуално, за сметка на това се появява необходимостта от все по-вместитими вътрешни помещения за разполагането на товарите и екипажа.
Тъй като дължината на кораба е ограничена, получаването на допълнителен обем е възможно за сметка на придаването на кърмата на по-пълни обводи и издигането на кърмова надстройка – полуют (ахтеркастъл) или ют. Освен това появата около XII век на окачен рул вместо рулеви весла принуждава да се придаде на ахтерхщевена права форма, което също способства за изменение на формата на кърмата като цяло. С времето се появяват корпуси, на които кърмата е отрязана, което позволява да се опрости нейната конструкция, а самият срез – „транец“ (или иначе „шпигел“, от на немски: Spiegel – „огледало“) – е облицован с дъски.
Видимо, за първи път, плоската транцева кърма се появява при каравелата, около XV век. Впоследствие тя се разпространява практически на всички типове съдове и кораби и на столетия става характерен детайл на европейското корабостроене. Макар, например, холандците обичайно да строят кораби не с транцева, а с много пълна закръглена кърма (виж флейт). Обаче, в крайна сметка, побеждава не холандската, а английска корабостроителна школа, при която се подразбира наличието на транец. Транецът обикновено е богато украсен с рисунки и дърворезба, на него са разположени капитанската каюта и каюткомпанията, има многоетажни галерии с балюстради.
Оттеглянето от транцевата кърма започва едва в началото на XIX век, когато инспекторът (наблюдаващ за строителството на корабите) британския Кралски флот, сър Робърт Сепингс, обръща внимание на това, че плоската кърма отслабва конструкцията на корпуса и прави кораба уязвим за напречния огън на артилерията. Той предлага кърмата да се прави не плоска, а кръгла или елипсовидна, с извити шпангоути и дебела обшивка, съответваща на бордовата. Това нововъведение бързо се разпространява във всички световни флоти.
Китайците, на своите джонки, от самото начало правят кърмата транцева, по същество тя се явява последната от напречните прегради, които при джонките играят ролята на шпангоути. Още повече, носовата част на джонките също често име транцева конструкция.

### Видове кърмови части на плавателния съд
- яхтена кърма
- яхтена кърма с реверсивен транец
- байдаръчна кърма
- транцева кърма[5]

## В съвременното корабостроене
Към средара на XIX век транцевата кърма практически излиза от употреба за големите съдове и кораби, като се използва само при строителството на малогабаритните съдове, лодките и неголеми плавателни съдове за крайбрежно плаване.
След появата на бързоходните парни кораби получава разпространение кърмата с много остри обводи, съответстващо на най-добрата възможна обтекаемост на корпуса. Обаче се оказва, че при висока скорост такъв корпус, с остри форми на кърмата, получава силен диферент към кърмата заради малкия запас плаваемост в кърмовите отсеци. Освен това кърмата е силно заливана с вода, а гребните винтове се оказват уязвими при странични удари, поради което над тях трябва да се прави специално ограждение. Затова в първата половина на XX век се забелязва преход обратно към транцевата кърма.
Например, на съветските бързоходни (43 възела) лидери на есминците от проекта 1 „Ленинград“ кърмата има остри образувания, обаче в хода на изпитанията се проявява появата на значителен кърмов диферент на пълен ход, което води до приемането на баласт в носовите отсеци, което влошава ходовите качества на кораба. Затова при преработения вариант на проекта – лидерите от пр. 38 „Минск“ – конструкторите използват транцева кърма. Лидерите от типа „Минск“ с транцева кърма показват на изпитанията малко по-ниска, по сравнение с „Ленинградите“, скорост (примерно с 3 възела) поради по-лошата обтекаемост на корпуса, обаче при службата им техните скоростни възможности се оказват напълно сравними, при това корабите с транцева кърма са много по-удобни за експлоатация, а също така и по-прости и евтини за построяване.
Транцевата кърма предотвратява появата на диферент на висока скорост, почти не се залива от водата и добре защитава гребните винтове. Освен това на нея е по-удобно да се разположат минните шанци, предназначени за пускането на мините. При товарния кораб транцевата кърма, също така, увеличава вътрешния обем на корпуса. Особено важно е използването на транцевата кърма за глисерите, при които тя, заедно с редана на дъното, се явява част от системата на динамичната устойчивост на корпуса при движението в режим на глисаж. При моторните лодки на транеца се закрепва извънбордовия мотор.